# Orion (constelație)
Orion, cunoscut și drept Vânătorul, este o constelație în emisfera nordică, fiind una dintre cele mai cunoscute. Ea este vizibilă și de pe teritoriul României în perioada noiembrie  – aprilie. Prin mijlocul constelației trece ecuatorul ceresc, ceea ce face ca această alăturare de stele sa fie vizibilă din orice punct al Terrei, fapt care a făcut din această constelație una din cele mai cunoscute constelații în toate culturile antice. Și în prezent, această constelație continuă să fascineze mulți oameni, din diverse civilizații.
Cea mai strălucitoare stea a constelației este β Ori sau Rigel, urmată de α Ori sau Betelgeuse.În constelația Orion se regăsesc șase stele din cele mai strălucitoare cincizeci și una de stele de pe bolta cerească, Rigel, Betelgeuse, Bellatrix, Alnilam, Alnitak A și Saiph.
Constelația Orion mai este cunoscută ca fiind gazdă a celebrei Nebuloasei Orion, unul dintre cele mai spectaculoase obiecte cerești, vizibilă cu ochiul liber.

## Descriere și localizare

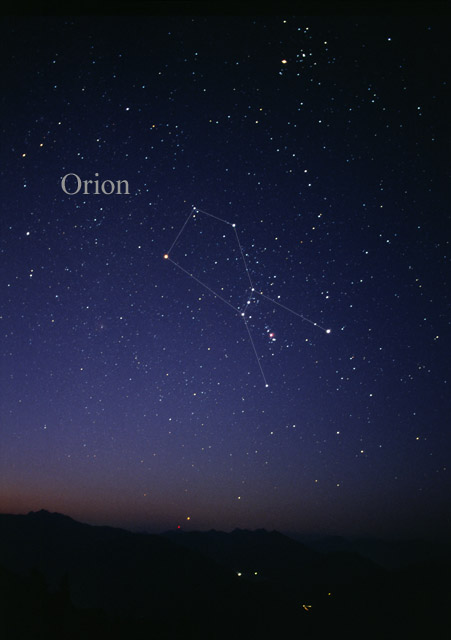
Constelația Orion văzută cu ochiul liber. Pentru identificarea mai ușoară au fost trasate linii între stele.

Constelația Orion dispune de un asterism (alăturare de stele), cunoscută sub denumirea de Centura lui Orion. Aceasta este formată din trei stele strălucitoare, situate aparent pe o linie. În jurul celor trei stele, alte patru stele strălucitoare compun „corpul” vânătorului. Aparent, privind imediat sub „centură”, observăm o proeminență formată din mai multe stele micuțe (din care una este de fapt Nebuloasa Orion), cunoscută ca și „Sabia lui Orion”.
În diferite mitologii, ne sunt prezentați „vecinii” constelației Orion. Acesta este înconjurat de cei doi câini de vânătoare, Câinele Mare (în latină: Canis Major) respectiv Câinele Mic (în latină: Canis Minor) ai vânătorului. Vânătorul „se luptă” cu Taurul (în latină: Taurus). Pe lângă aceștia trece Fluviul Eridan. De-asemenea este prezent și Iepurele (în latină Lepus).
Există și alte modalități de a privi această constelație. De exemplu, în emisfera sudică, Orion are o cu totul altă poziționare și astfel centura și sabia sunt denumite Saucepan, („oala”, în limba română) în Australia. Centura lui Orion este numită și Drie Konings („Cei Trei Regi”) sau Drie Susters („Cele Trei Surori”) de vorbitorii dialectului Afrikaans din Africa de Sud.
Francezii o numesc les Trois Rois (în română „Cei Trei Regi”), după cum se poate citi în cartea lui Alphonse Daudet, Lettres de Mon Moulin (1866). Tot în Franța, Centura lui Orion este denumită, pe alocuri, „le Râteau” (în română: „Grebla”).
În secolele al XVII-lea - al VIII-lea, Centura lui Orion era cunoscută sub denumirea de Driekoningen („Cei Trei Regi”) de către navigatorii și cartografii olandezi.
Peste tot, sintagma Cei Trei Regi face referire la Cei trei crai de la Răsărit evocați în Evanghelia după Matei (Matei 2, 1-12).
În zona tropicelor, constelația trece pe la zenitul locului, moment care este văzut cel mai bine între lunile noiembrie – februarie. În emisfera nordică, această constelație este una de iarnă, în timp ce în emisfera sudică este vara. În Antarctica, constelația nu este vizibilă în momentul cel mai propice deoarece Soarele nu apune în acel sezon și deci stelele nu sunt vizibile multă vreme.

## Repere cerești

Orientarea pe bolta cerească în funcție de constelația Orion

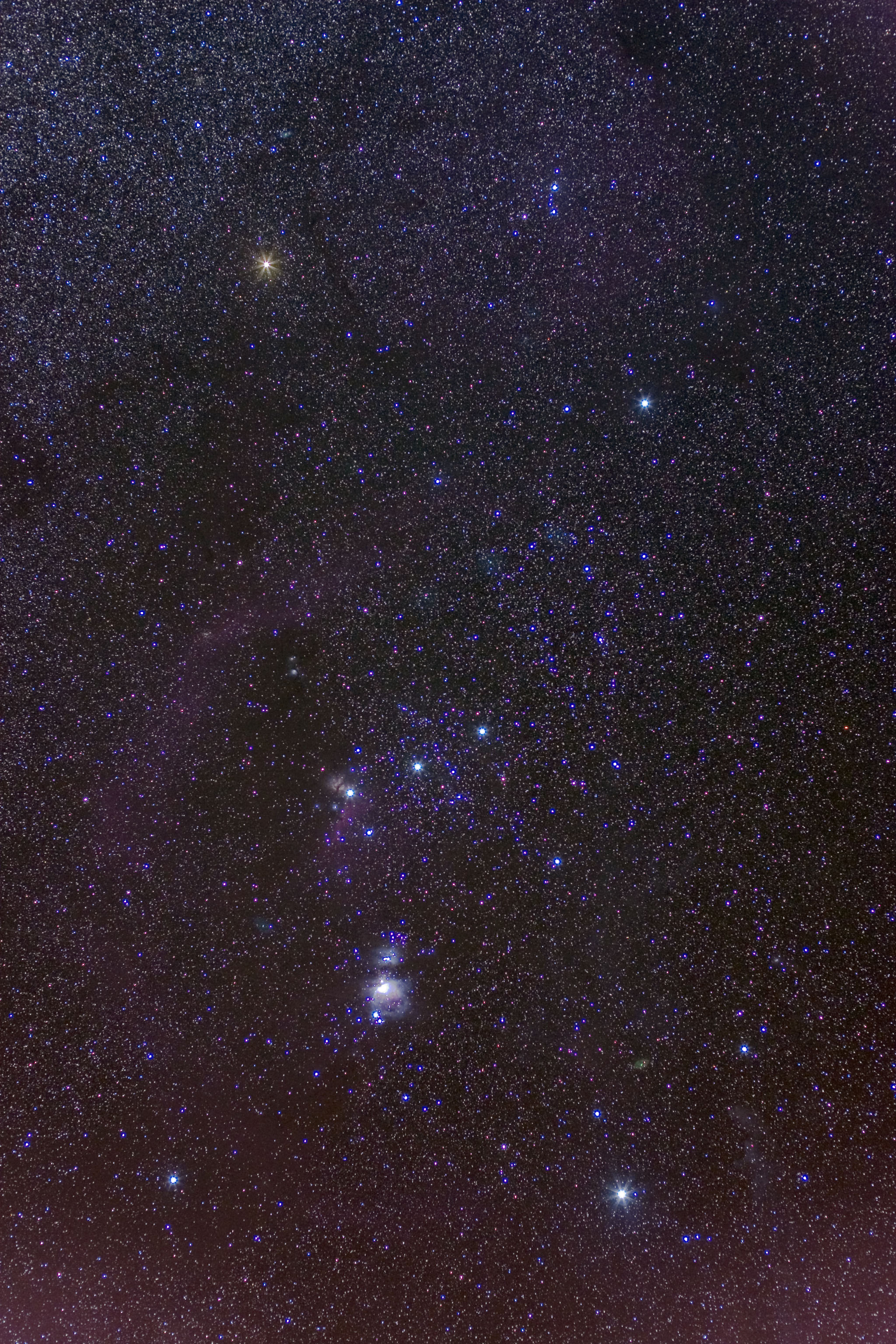
Constelația Orion, fotografiată de Mouser Williams

Constelația Orion este foarte folositoare pentru a găsi mai multe stele importante. Prelungind linia centurii înspre sud-est, ajungem la Sirius (α Cma); inspre nord-vest o găsim pe Aldebaran (α Tau). O linie ce trece prin ceafa lui Orion ne îndreaptă spre Procyon (α Cmi). O altă linie ce trece de la Rigel prin Betelgeuse ne indică poziția stelelor Castor respectiv Pollux (α Gem și β Gem). Rigel face parte din „Cercul de Iarnă”, din care mai fac parte și Sirius, Procyon, Aldebaran, Capella și Castor. „Triunghiul de Iarnă” este format din Sirius, Betelgeuse și Procyon. Prin urmare, orientarea pe bolta cerească se poate face foarte ușor cunoscând bine constelația Orion.

## Stele

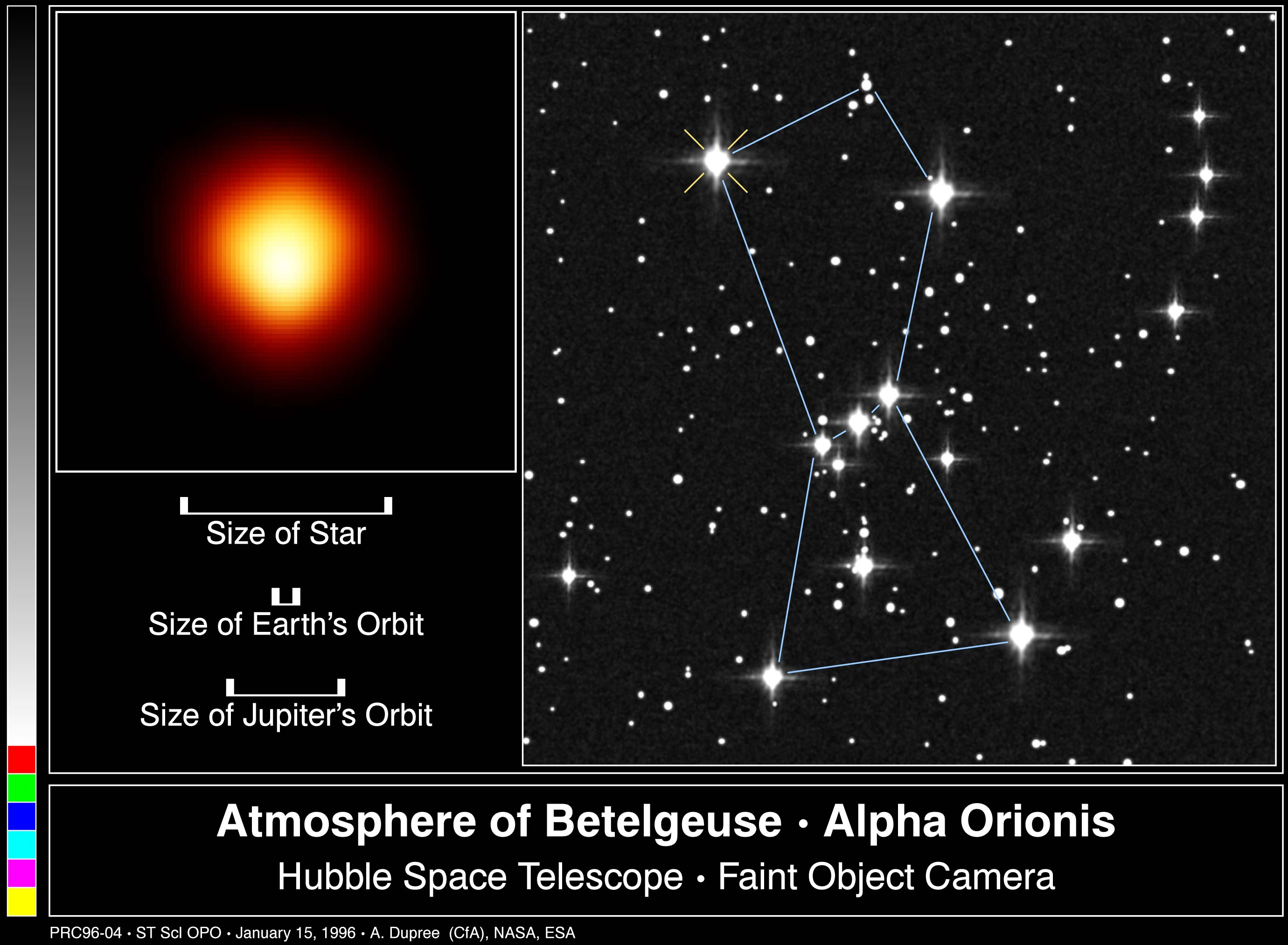
Betelgeuse

Betelgeuse, cunoscută după Catalogul Bayer drept „Alpha Orionis” este o stea masivă de tipul M, supergigantă roșie ce se află către sfârșitul vieții sale. Este a doua cea mai strălucitoare stea din constelația Orion, dar a fost clasificată greșit ca cea mai strălucitoare pentru că este o stea variabilă neregulată și care a avut parte de o creștere a magnitudinii majoră în timpul în care a fost clasificată. Este considerată „umărul drept” al lui Orion și este a douăsprezecea cea mai strălucitoare stea de pe cerul nocturn.

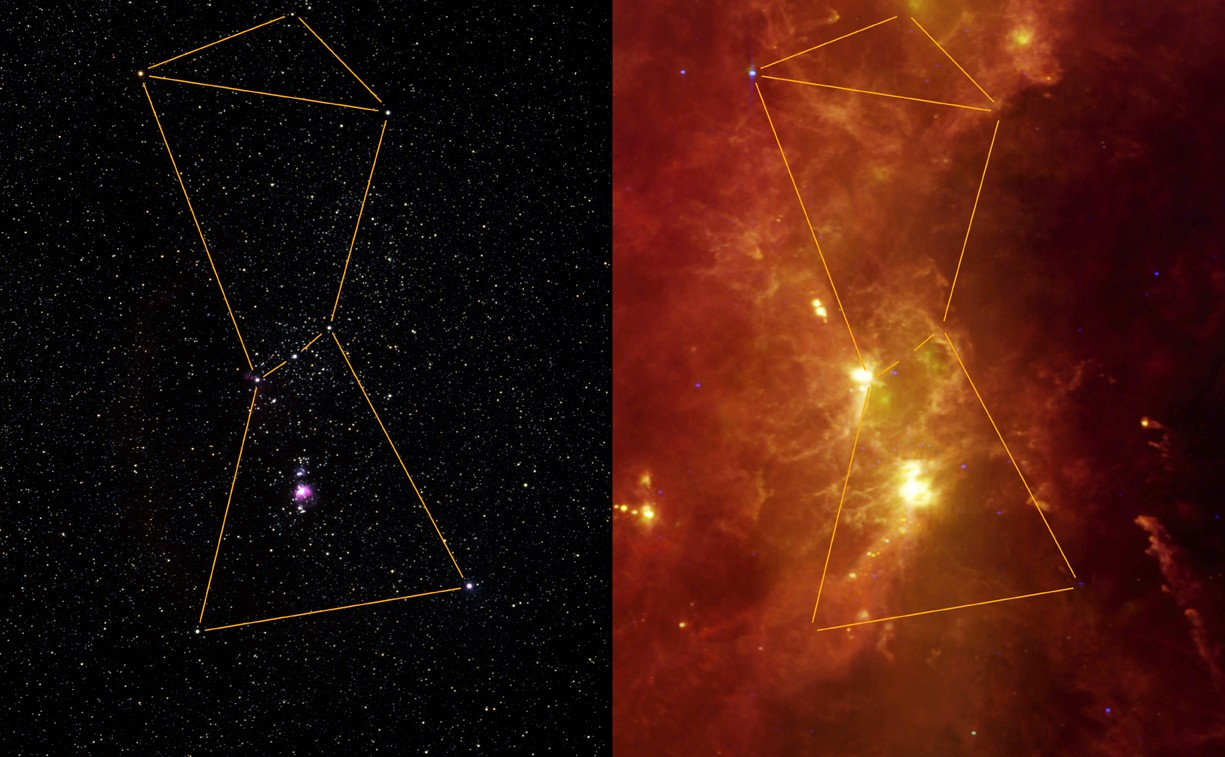
Constelația Orion văzută în spectrul vizibil respectiv infraroșu.

Rigel, cunoscută și ca „Beta Orionis” este o supergigantă albastră de tipul B și este a șaptea cea mai strălucitoare stea de pe cerul nocturn. Asemenea lui Betelgeuse, în interiorul nucleului lui Rigel au reacții de fuziune nucleară, elemente grele fiind pe cale să se nască. Steaua va trece la stadiul de supergigantă în curând (pe scara de timp astronomică) sau va colapsa gravitațional în cazul unei supernove, transformându-se într-un final într-o pitică albă. Ea este cunoscută ca și „piciorul lui Orion”.
Bellatrix a fost desemnată „Gamma Orionis” de către Johann Bayer. Colocvial, este cunoscută ca și „Steaua Amazoană”. De-asemenea, este a douăzeci și doua stea de pe cerul nocturn. Bellatrix este considerată o gigantă de tip B; deși este prea mică pentru a exploda într-o supernovă, luminozitatea stelei Bellatrix provine mai degrabă de la temperatura sa ridicată decât de la raza sa. Bellatrix este umărul stâng al lui Orion. a factor that defines Betelguese. Bellatrix serves as Orion's "left shoulder."
Mintaka, sau „Delta Orionis” conform denumirii Bayer, este cea mai slabă stea din centura lui Orion. Este un sistem stelar multiplu, format dintr-o gigantă albastră de tip B și o stea albă mai masivă de tip P. Sistemul stelar Mintaka constituie o stea variabilă binară cu eclipsă, unde atunci când componenta principală este eclipsată de cea secundară, este constatată o scădere drastică a luminozității. Mintaka este cea mai vestică din centura lui Orion.
Alnilam, cunoscută ca și „Epsilon Orionis” este o supergigantă albastră de tip B și este situată la o distanță de două ori mai mare de Soare față de Mintaka sau Alnitak, celelate două stele din Centura lui Orion. Alnilam își pierde masiv din masă ca și o consecință a faptului că este foarte mare. Are o vârstă de patru milioane de ani, aproximativ egală cu cea a scheletlui de umanoid găsit în Etiopia, în 2005.
Alnitak, denumită și „Zeta Orionis” de către Bayer este cea mai estică stea din Centura lui Orion. Este o stea triplă situată la o distanță de 800 de ani lumină, steaua principală fiind o stea supergigantă albastră fierbinte. Este de-asemenea cea mai strălucitoare stea de tipul O de pe cerul nocturn.
Saiph, sau „Kappa Orionis” este de fapt „piciorul drept” al lui Orion. Are aceleași dimensiuni ca și ale lui Rigel, dar este mult mai puțin strălucitoare deoarece temperatura superficială la suprafață de 26.000 °C face ca steaua să emită mai mult în regiunea ultravioletă a spectrului decât în cea vizibilă.
Din stelele mai puțin strălucitoare, enumerăm Hatsya („Iota Orionis”) care formează vârful spadei lui Orion, precum și Meissa („Lambda Orionis”) ce formează capătul acesteia. Ca și alte stele din constelația Orion (Betelgeuse, Rigel, Saiph, Alnitak, Mintaka, Alnilam, Hatsya), denumirea provine din limba arabă.
| Clasificare Bayer | Clasificare Flamsteed | Nume                 | Magnitudine    | Distanță (A.l.) | Clasă spectrală       |
| ----------------- | --------------------- | -------------------- | -------------- | --------------- | --------------------- |
| β                 | 19                    | Rigel                | 0,12m          | 773             | B8 Iab + B9 V + B9 V  |
| α                 | 58                    | Betelgeuse           | 0,2 bis 1,5m   | 643             | M1-2 Ia-Iab           |
| γ                 | 24                    | Bellatrix            | 1,64m          | 243             | B2 III                |
| ε                 | 46                    | Alnilam              | 1,69m          | 1342            | B0 Iab                |
| ζ                 | 50                    | Alnitak              | 1,74m          | 818             | O9.7 Ibe + O + B0 III |
| κ                 | 53                    | Saiph                | 2,07m          | 722             | B0.5 Iavar            |
| δ                 | 34                    | Mintaka              | 2,20 bis 2,35m | 916             | O9.5 II + B2 V        |
| ι                 | 44                    | Nair Al Saif, Hatysa | 2,75m          | 1326            | O9 III                |
| π³                | 1                     | Tabit                | 3,19m          | 26              | F6 V                  |
| η                 | 28                    |                      | 3,35m          | 901             | B1 V + B2             |
| λ                 | 39                    | Heka, Meissa         | 3,39m          | 1056            | O8 III + B0.5 V       |
| τ                 | 20                    |                      | 3,59m          | 555             | B5 III                |
| π4                | 3                     |                      | 3,68m          | 1259            | B2 III SB             |
| π5                | 8                     |                      | 3,71m          | 1342            | B2 III SB             |
| σ                 | 48                    |                      | 3,77m          | 1149            | O9.5 V                |
| ο2                | 9                     |                      | 4,06m          | 169             | K2 III                |
| φ2                | 40                    |                      | 4,09m          | 116             | G8 III-IV             |
| μ                 | 61                    |                      | 4,12m          | 152             | A2 Vm                 |
| e                 | 29                    |                      | 4,13m          | 174             | G8 III                |
| A                 | 32                    |                      | 4,20m          | 289             | B5 V                  |
| π2                | 2                     |                      | 4,35m          | 194             | A1 Vn                 |
| φ1                | 37                    |                      | 4,39m          | 985             | B0 IV                 |
| χ1                | 54                    |                      | 4,39m          | 28              | G0 V                  |
| ν                 | 67                    |                      | 4,42m          | 535             | B3 IV                 |
| ξ                 | 70                    |                      | 4,45m          | 635             | B3 IV                 |
| ρ1                | 17                    |                      | 4,46m          | 344             | K3 III                |
| π6                | 10                    |                      | 4,47m          | 954             | K2 II                 |
| ω                 | 47                    |                      | 4,50m          | 1623            | B3 IIIe               |
|                   |                       | HR 2113              | 4,53m          | 3978            | K2 III                |
| c                 | 42                    |                      | 4,58m          | 786             | B2 III                |
| ψ2                | 30                    |                      | 4,59m          | 1418            | B2 IV                 |
| υ                 | 36                    | Thabit               | 4,62m          | 1546            | B0 V                  |
| χ2                | 62                    |                      | 4,64m          |                 | B2 Ia                 |
| π1                | 7                     |                      | 4,64m          | 121             | A0 V                  |
|                   | 11                    |                      | 4,65m          | 400             | A0V p Si              |
|                   | 31                    |                      | 4,71m          | 456             | K5 III                |
| ο1                | 4                     |                      | 4,71m          | 542             | M3                    |
|                   | 22                    |                      | 4,72m          | 1289            | B2 IV-V               |
|                   | 56                    |                      | 4,76m          | 1113            | K2 IIvar              |
|                   | 49m                   |                      | 4,77           | 154             | A4 V                  |
|                   |                       | HR 1887              | 4,78m          | 1864            | B0.5 V                |
|                   | 15                    |                      | 4,81m          | 319             | F2 IV                 |
| ψ1                |                       |                      | 4,89m          | 1110            | B1 V:pe               |
|                   | 51                    |                      | 4,90m          | 302             | K1 III                |
|                   |                       |                      | 4,91m          | 507             | M1 III                |
|                   |                       | HR 1952              | 4,95m          | 2091            | B2 IV-V               |
|                   | 69                    |                      | 4,95m          | 775             | B5 Vn                 |
|                   | 23                    |                      | 4,99m          | 962             | B1 V                  |
|                   | 74                    |                      | 5,04m          | 64              | F5 IV-V               |
|                   | 27                    |                      | 5,07m          | 172             | K0 III                |
| θ2                |                       |                      | 5,08m          |                 | O9.5 Vpe              |
| θ1                |                       | Trapezium            | 5,13m          | 1897            | O6 p                  |
|                   | 64                    |                      | 5,14m          | 1070            | B8 V                  |
|                   |                       | HR 1684              | 5,18m          | 321             | K5 III                |
|                   | 6                     |                      | 5,18m          | 241             | A3 V                  |
|                   | 71                    |                      | 5,20m          | 69              | F6 V                  |
|                   | 60                    |                      | 5,21m          | 367             | A1 Vs                 |
|                   | 45                    |                      | 5,24m          | 371             | F0 III                |
|                   | 52                    |                      | 5,26m          | 480             | A5 V                  |
|                   | 38                    |                      | 5,32m          | 345             | A2 V                  |
|                   | 5                     |                      | 5,33m          | 638             | M1 III                |
|                   |                       | HR 1571              | 5,33m          | 441             | K1 III                |
|                   | 14                    |                      | 5,33m          | 194             | A m                   |
|                   | 72                    |                      | 5,34m          | 480             | B7 V                  |
|                   | 21                    |                      | 5,34m          | 198             | F5 IIvar              |
|                   |                       | HR 1861              | 5,34m          | 2 569           | B1 IV                 |
|                   |                       | HR 1519              | 5,35m          | 267             | A m                   |
|                   |                       | HR 1868              | 5,36m          | 1853            | B1 V                  |
|                   | 55                    |                      | 5,36m          | 1681            | B2 IV-V               |
|                   | 75                    |                      | 5,39m          | 254             | A2 V                  |
|                   |                       | HR 1507              | 5,39m          | 157             | F0 V                  |
|                   |                       | U                    | 5,40m          | 2146            | M6 e – M9.5 e         |
|                   | 16                    |                      | 5,43m          | 176             | A2 m                  |
|                   | 73                    |                      | 5,44m          | 1400            | B9 II-III             |
|                   | 33                    |                      | 5,46m          | 1568            | B1.5 V                |
|                   |                       | HR 1709              | 5,50m          | 599             | K4 III                |

### Curenți meteorici
În jurul date de 21 octombrie, celebrul curent meteoric Orionidele atinge maximul său. Rata de meteori este de circa 20 de meteori pe oră. Radiantul curentului meteoric se regăsește la granița cu constelația Gemenii.

## Obiecte de cer profund

Orion și constelațiile vecine.

Plimbându-ne de la Centura lui Orion la sabia acestuia descoperim stelele multiple θ1 și θ2, numite și Trapezium, respectiv Nebuloasa Orion (M42). Acest obiect spectaculos poate fi văzut foarte clar și cu ochiul liber, ca și un noruleț, diferit de stelele din preajmă. Dacă privim printr-un binoclu, putem observa norii de gaz și de praf interstelar ce compun acest obiect.
O altă nebuloasă cunoscută este IC 434, Nebuloasa Cap de Cal, situată în apropierea stelei ζ Orionis. Ea constă într-un nor întunecat de praf ce are forma unui cap de cal, de aici provenindu-i și denumirea.
În afara acestei nebuloase, dacă studiem constelația Orion cu un telescop mic, putem descoperi o serie de obiecte de cer profund interesante, printre altele numărându-se M 43, M 78 dar și stelele multiple Iota Orionis respectiv Sigma Orionis. Un telescop mai mare vă poate ajuta să vedeți nebuloasa de emisie, Bucla lui Barnard sau Nebuloasa Flacără (NGC 2024) dar și alte stele mai puțin strălucitoare.
Toate acestea fac parte din mai marele Nor Complex Molecular din Orion, localizat la aproximativ 1500 de ani lumină depărtare și care are o lungime de sute de ani-lumină. Este una din cele mai intense regiuni de formare a stelelor, vizibilă din galaxia noastră.

## Ecouri în cultură
Actuală configurație a stelelor din constelația Orion, s-a format acum aproximativ 1.5 milioane de ani, stelele mișcându-se relativ încet față de Pământ. Orion va mai putea fi cunoscut în configurația actuală încă 1-2 milioane de ani, devenind astfel una din constelațiile care au „asistat” la progresul rasei umane.
Din cauza faptului că sunt atât de strălucitoare, stelele din Orion au fost format una din cele mai răspândite constelații printre popoarele antice, dar totdată această constelație este regăsită sub diverse forme în diverse culturi.

### Orientul Îndepărtat
Este posibil ca denumirea constelației Orion să fi precedat mitologia greacă. Este posibil ca denumirea de Orion să fi apărut de la denumirea akkadiană Uru-anna, lumina din Ceruri, acest nume să treacă mai apoi și la mitologia greacă. Se poate totuși și ca mitul care înconjoară această constelație să se fi născut din cauza vecinilor constelației, fiind nevoie de poveste pentru această formațiune de stele, pentru a intregi legenda cerului nocturn.
Sumerienii au văzut aceste stele ca făcând parte din imaginea unui păstor (întâlnit uneori într-o caleașcă) cu oile sale, sau în unele versiuni, cu toiagul său. Asta în timp ce în China, Orion era una din cele 28 de case Sieu (Xiu) （宿）. Cunoscută ca și Shen （參）,ce înseamnă cifra trei se crede despre această casă că ar fi fost formată din stelele din Centura lui Orion.

### Egiptenii
Stelele erau asociate cu Osiris, zeul Morții și al Lumii de Jos în Egiptul Antic. A fost descoperit de-asemenea că Unas, ultimul faraon din cea de-a noua dinastie egipteană care a devenit celebru pentru că a mâncat din carnea inamiciilor săi, ca mai apoi să devoreze și să măcelărească zeii însuși, s-a identificat cu aceste stele. Acei zei erau bătrâni și au fost folosiți ca și combustibil pentru focul lui Unas. După ce a devorat zeii și le-a absorbit spirtele și puterile, Unas a călătorit o zi și o noapte pentru a deveni steaua Sabu din Orion. Totuși, această poveste este discutabilă deoarece majoritatea egipteniilor asociau constelația Orion cu zeul Osiris.

### Evreii
Constelația Orion este citată în Biblie, în cartea lui Iov (9.9) (38.31-32).

### Grecii și romanii

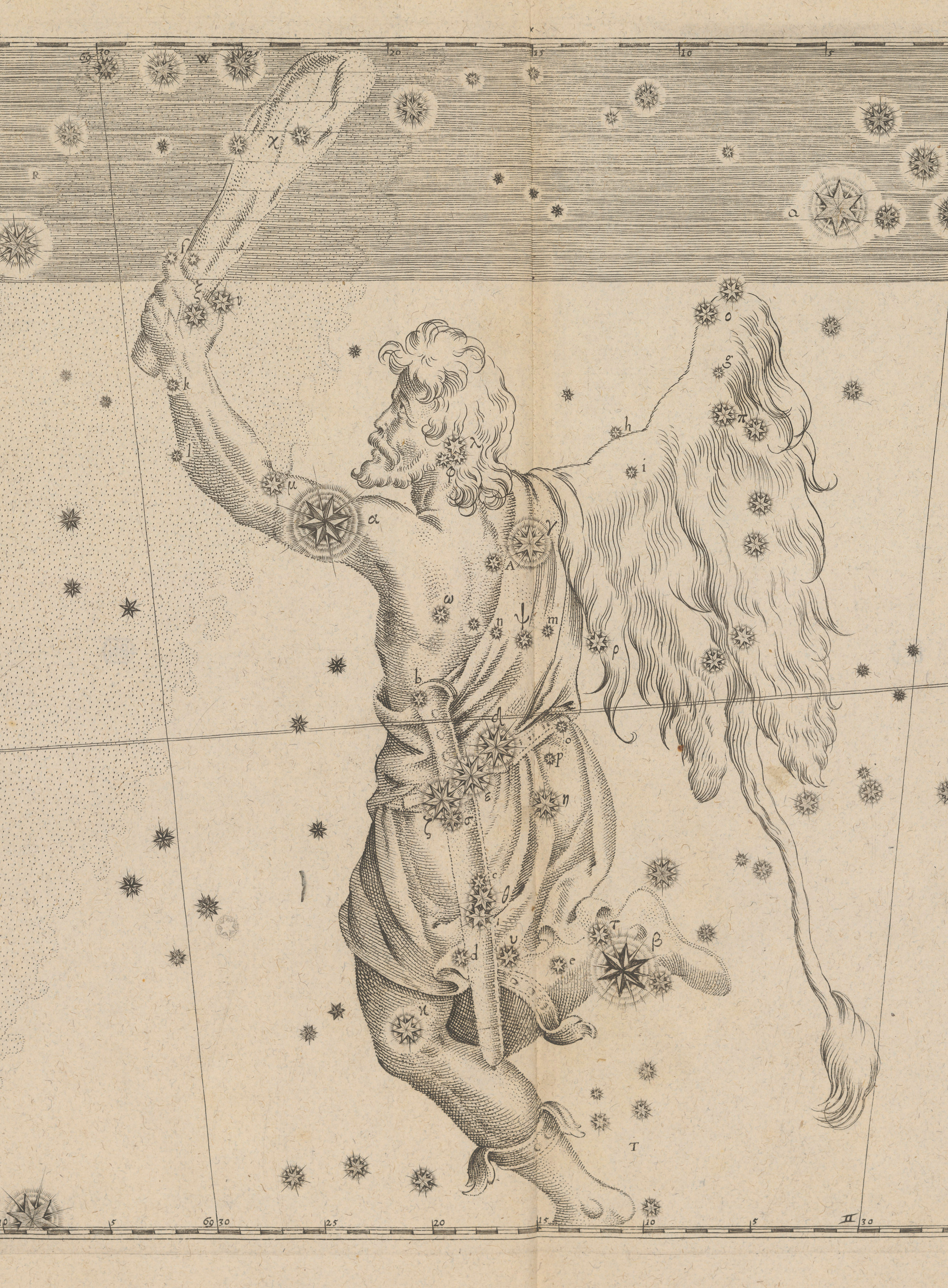
Orion, reprezentat de către Johann Bayer în lucrarea sa, Uranometria.

Actualul nume al constelației Orion derivă din mitologia greacă, unde Orion a fost un vânător gigantic în timpurile primordiale. Unele din aceste mituri ne spune că Orion a fost ucis de un scorpion gigant. Zeii l-au ridicat pe el respectiv pe scorpion pe cer prin urmare. Alte povești ne spun că Orion era în căutarea Pleiadelor.
În unele reprezentări, Orion ne apare compus din trei corpuri, având trei mâini, două picioare divergente și unul central, toate corpurile fiind prinse în zona centurii. Împreună cu alte lucruri din zona zodiacală a Gemenilor, poate reprezenta originea mitului despre vitele lui Geryon, una din cele douăsprezece munci ale lui Hercule.
De asemnea, constelația este menționată în Odiseea și Iliada lui Homer, Eneida lui Virgiliu respectiv în odele lui Horațiu. Aratos din Soli îl menționează în lucrarea sa Phainomena, iar Ptolemeu în Almageste.

#### Constelația Orion în Iliada
Constelația Orion este citată în celebra descriere din Iliada a scutului lui Ahile făurit de însuși Hefaistos, în cântul XVIII (475):
„Cloșca cu puii, Hiadele și Orionul / Cel luminos, ba și Ursul, ce-i zice și Carul cel mare, [...]”

### Scandinavia
În Scandinavia pre-creștină, centura lui Orion era cunoscută ca și Furca lui Frigg (Friggerock) sau Furca lui Freyja..
În mitologia finlandeză, constelația Orion apare sub denumirea de Coasa lui Väinämöinen. Această denumire este plauzibilă deoarece constelația poate fi văzută pe cer în timpul începutului de toamnă când este timpul recoltei anuale în emisfera nordică.

### Indienii
În mitologia indiană, această constelație este cunoscută ca și Vyudh, ceea ce înseamnă Vânătorul. Mai este de-asemnea cunoscută ca și Kālpurush (Distrugătorul). În Rig Veda, constelația apare sub denumirea de Mriga (Animalul sau Căprioara).

### Chinezii
Caracterul chinez 參 (pinyin: shēn) a însemnat la început constelația Orion (chineză: 參宿; pinyin: shēnxiù); Versiunea acestui caracter datează din timpul dinastiei Shang, veche de trei milenii și reprezintă cele trei stele din Centura lui Orion.

### Amerindienii

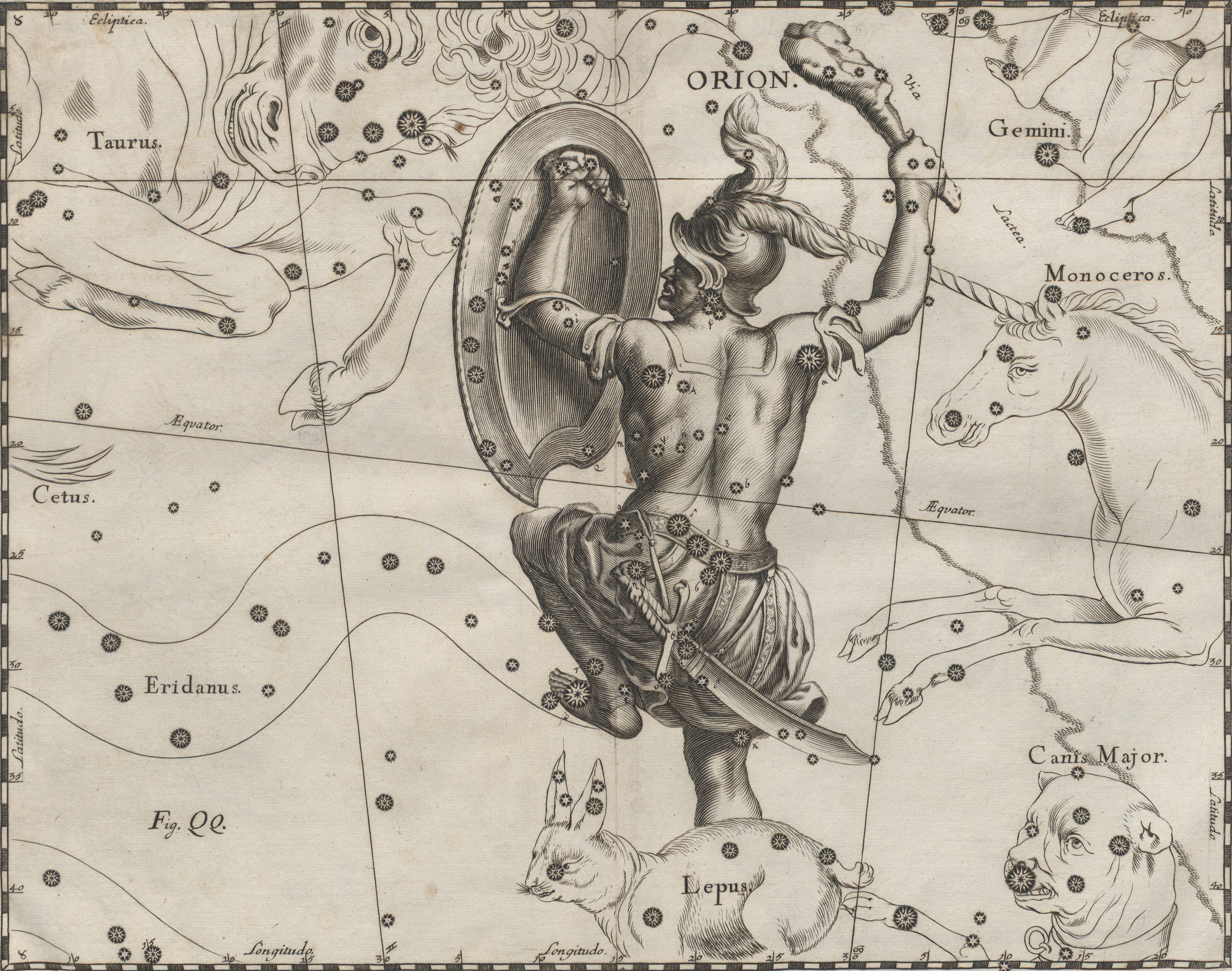
Reprezentarea constelației Orion de către Johannes Hevelius, în lucrarea sa Uranografia.

Tribul de americani nativi Yokut, situat pe Central Valley din California a privit cele trei stele strălucitoare drept picioarele zeilor păduchi. Se spunea ca în sezonul rece, când păduchii nu sunt prezenți nici în realitate, nici pe bolta cerească, aceștia cresc în ascunzătoare. Legenda are logică din acest punct de vedere deoarece iarna constelația Orion se află sub orizont.
Populația Sari, din nord-vestul Mexicului, a format din cele trei stele centrale, o altă alăturare de stele numită Hapj (însemnând „vânător”) iar stelele au fost botezate: Hap (Odocoileus hemionus, „Cerbul catâr”), Haamoja (Antilocapra americana, „specie de antilopă din America”) respectiv Mojet (Ovis canadensis, „oaie din America de Nord și Siberia”). Hap era situată în mijloc și fusese ucisă de vânător. Sângele ei s-a scurs pe Insula Tiburón.
Aztecii au denumit sabia și centura lui Orion „exercițiul pentru incendiu”. Apariția acestui asterism deasupra orizontului marca începutul ceremoniei Focului Viu.

### Australienii aborigeni
Orion este de-asemenea important și în cultura astronomică a australienilor aborigeni. De exemplu, populația Yolngu din Ținuturile Arnhem spun că, constelația Orion, pe care ei o numea de altfel Julpan, era o canoe. Legenda lor ne prezintă doi frați care au mers la pescuit și au prins și mâncat un pește care era interzis de legea lor. Văzând aceasta, Soarele a trimis un vârtej de apă care i-a aruncat pe cei doi frați și barca lor pe cer, devenind constelația Orion.

### Simbolistica contemporană
Imaginile scutului și a centurii lui Orion sunt foarte răspândite în cultura occidentală, de exemplu insigna de pe ceafa soldaților Diviziei 27 Infanterie a Armatei Statelor Unite ale Americii în timpul celor două războaie mondiale a fost înțesată cu stelele din constelația Orion, probabil datorită unui joc de cuvinte, numelele primului comandant al diviziei fiind generalul John F. O’Ryan.
Compania de distribuție a filmului, Orion Pictures utiliza această constelație drept logo.

### În România
În România, marele poet Geo Bogza a scris o poezie dedicată constelației Orion. În această poezie se prezintă momentele de timp în an în care este vizibilă de pe teritoriul țării noastre, constelația Orion.
| “                   | Nicio corabie nu s-a întors vreodată Din mările sudului sau de la Capricorn Atât de pură și elegantă fregata, Cum se întoarce toamna Orion. Peste păduri înverzite n-a strălucit nicicând Lumina lui albă. Nici pe pajiști de fân. Oceane și munți îl văd primăvara plecând și cerul nu-și mai află multă vreme stăpân. Octombrie urcă din nou peste grădini înaltele-i catarge cu vârfuri de platină și toata iarna, apoi, corabia de lumină Deasupra lumii uimite se clatină. Rege al constelațiilor din septentrion Mereu lunecând peste lumi inghețate Așa străbate noaptea marele Orion, Corabie legănată în eternitate. | ” |
| — Geo Bogza - Orion | |   |

De-asemenea, este prezent șî un puternic sentiment de melancolie. De-asemnea, sub egida Colegiului Național „Vasile Alecsandri” funcționează Astroclubul „Orionidele”, coordonat de doamna profesoara Anamia Gireadă.

## Viitor
Orion este localizată în prezent pe ecuatorul ceresc, dar nu va fi întotdeauna așa din cauza efectelor precesiei. Orion se află în partea sudică a eclipticii. Precesia va mișca constelația Orion, iar până în 14.000 e.n. Orion va fi suficient de depărtat ca să fie invizibil de la latitudinea Marii Britanii, deci nici în România nu mai putea fi posibilă vizionarea acestei constelații.
Mai târziu, stelele din constelația Orion își vor schimba poziția treptat din cauza mișcării proprii, în funcție de viteza radială, acestea îndepărtându-se sau apropriindu-se, în mod cert schimbându-șî coordonatele ecuatoriale.
Cu excepția stelelor mai strălucitoare, în locul cărora vor rămâne rămășițe de supernove, Orion va putea fi recunoscut mult timp, chiar după ce alte constelații și-au pierdut forma din ziua de astăzi.